# Milan Jelić
Milan Jelić, född 26 mars 1956 i Koprivna nära Modriča i nuv. Republika Srpska, Bosnien och Hercegovina, död 30 september 2007 i Doboj, Republika Srpska, Bosnien och Hercegovina, var en bosnienserbisk politiker som innehade posten som Republika Srpskas president från november 2006 till sin död.
Jelić avled i en hjärtattack den 30 september 2007.